# Тюрьма Чилликоте
Тюрьма Чилликоте (англ. Chillicothe Correctional Institution) - это государственная тюрьма среднего уровня безопасности на западном берегу реки Сайото, недалеко от города Чилликоте, штат Огайо.

## Описание
Тюрьма расположена рядом с исправительным учреждением округа Росса и Национальным историческим парком культуры Хоупвелл. В тюрьме находится бывший военный лагерь, названный в честь генерала гражданской войны Уильяма Текумсе Шермана. Позже лагерь стал федеральным пенитенциарным учреждением и в нём разместились несколько известных заключенных, в том числе Чарльз Мэнсон в 1952 году, бутлегер Джуниор Джонсон и серийный убийца Энтони Соуэлл.
Легенда кантри-музыки Джонни Пейчек также содержался в CCI в течение 22 месяцев за то, что застрелил человека в баре Hillsboro Ohio. Там его друг и коллега музыкант Мерл Хаггард выступал для заключенных.
3 октября 2011 года Департамент реабилитации и исправительных учреждений штата Огайо объявил о том, что большая часть смертных приговоров мужчин в штате Огайо будет переведена в тюрьму Чилликоте из тюрьмы штата Огайо (OSP) в Янгстауне и исправительного учреждения Мэнсфилда с несколькими смертными приговорами строгого режима. Это было сделано для того, чтобы освободить камеры в OSP и Мэнсфилде, которые будут использоваться для отделения осужденных по делам о насилии от остальных заключённых, а также для повышения безопасности и снижения затрат на транспортировку осужденных заключенных из тюрьмы Чилликоте в обе камеры исполнения в исправительном учреждении Южного Огайо (SOCF) в Лукасвилле и в Медицинский центр Франклина для прохождения лечения. Передача заключенных, приговорённых к смертной казни, была завершена 19 января 2012 года.